# Васкеаль
Васкеа́ль (фр. Wasquehal) — коммуна во Франции, регион О-де-Франс, департамент Нор, округ Лилль, кантон Круа. Расположена между Лиллем и Рубе, в 6 км к северо-востоку от Лилля и в 4 км к юго-западу от Рубе, на берегу реки Ла-Марк в месте, где она переходит в канал Рубе. В 1,5 км к северу от центра коммуны находится железнодорожная станция Круа-Вакель линии Лилль-Мускрон.
Население (2014) — 20 479 человек.

## Достопримечательности
- Церковь Святого Николая 1879 года в стиле неоготика
- Церковь Святого Климента 1912 года в стиле неоготика
- Стелы в память Первой и Второй мировых войн, Франко-прусской войны 1870—1871 годов, Войны в Алжире, Корейской войны

## Экономика
Структура занятости населения:
- сельское хозяйство — 0,0 %
- промышленность — 7,3 %
- строительство — 7,5 %
- торговля, транспорт и сфера услуг — 67,7 %
- государственные и муниципальные службы — 17,5 %

Уровень безработицы (2017) — 11,9 % (Франция в целом — 13,4 %, департамент Нор — 17,6 %). 

Среднегодовой доход на 1 человека, евро (2017) — 23 610 (Франция в целом — 21 110, департамент Нор — 19 490).

## Демография
Динамика численности населения, чел.

## Администрация
Пост мэра Васкеаля с 2015 года занимает Стефани Дюкре (Stéphanie Ducret). На муниципальных выборах 2020 года возглавляемый ею правый список победил во 2-м туре, получив 56,32 % голосов.
| Период | Период | Фамилия        | Партия                                                                                 | Примечания                                                                                                |
| ------ | ------ | -------------- | -------------------------------------------------------------------------------------- | --- |
| 1968   | 1977   | Пьер Эрман     | Союз демократов в поддержку республики                                                 | член Совета региона Нор-Па-де-Кале, депутат Национального собрания                                        |
| 1977   | 2014   | Жерар Виньобль | Социалистическая партия, Союз за французскую демократию, Союз демократов и независимых | член Генерального совета департамента, член Совета региона Нор-Па-де-Кале, депутат Национального собрания |
| 2015   |        | Стефани Дюкре  | Союз демократов и независимых, Разные правые                                           | член Совета региона О-де-Франс                                                                            |

## Города-побратимы
- Бен-Ёзе, Бельгия

## Галерея

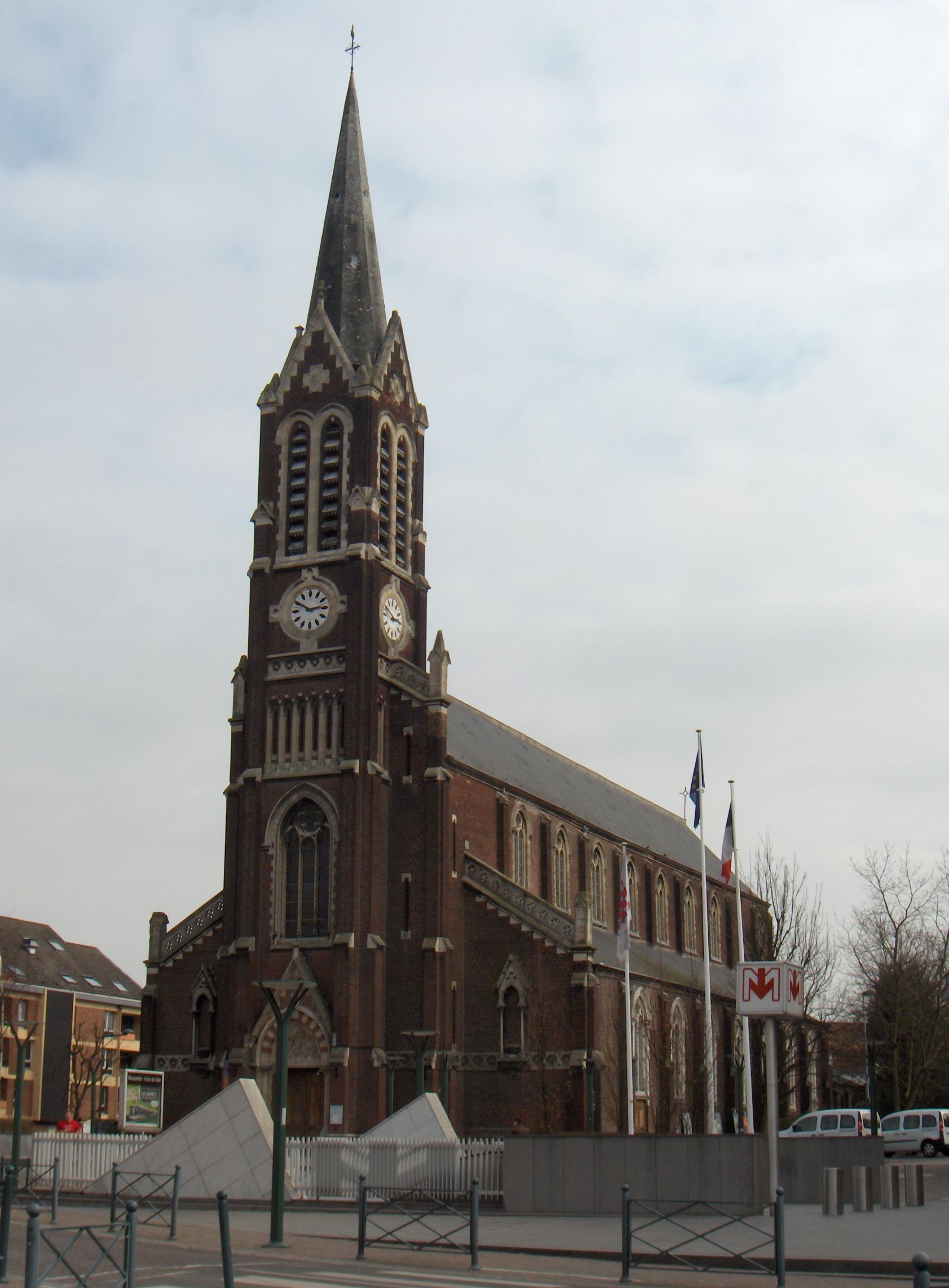
Церковь Святого Николая
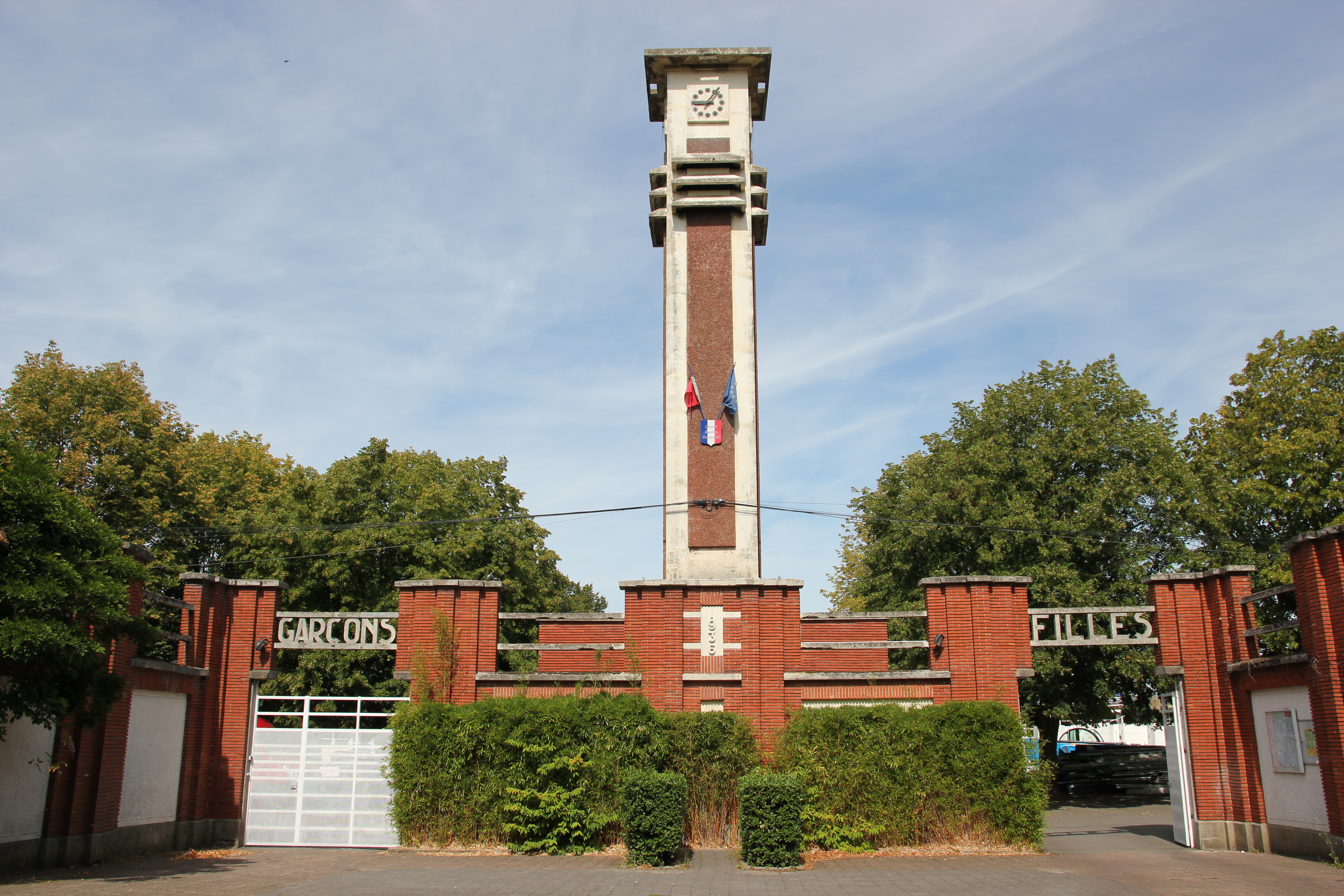
Школа Пьер-Лефевр в стиле арт-деко
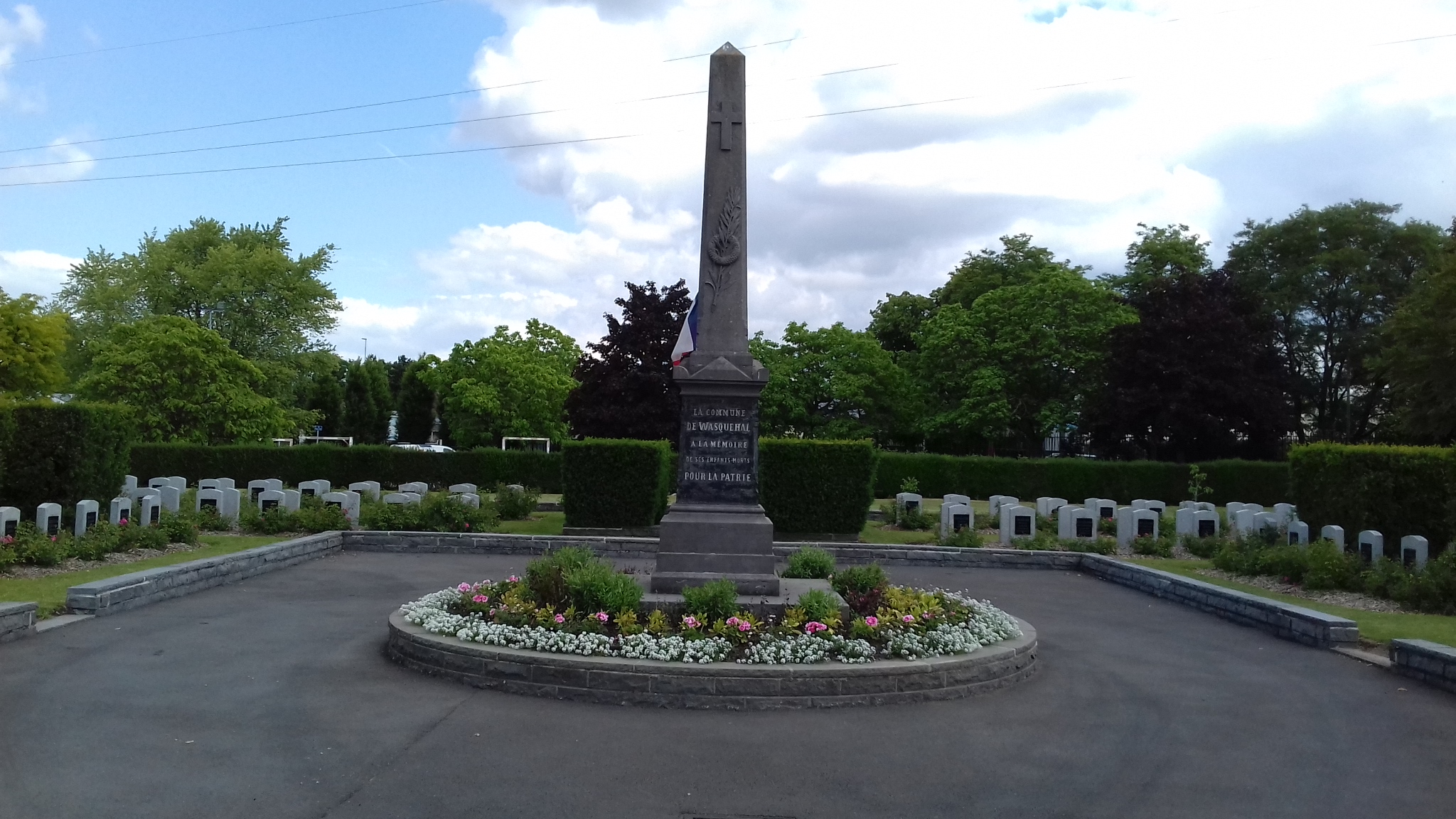
Стела в память Франко-прусской войны 1870-1871 годов
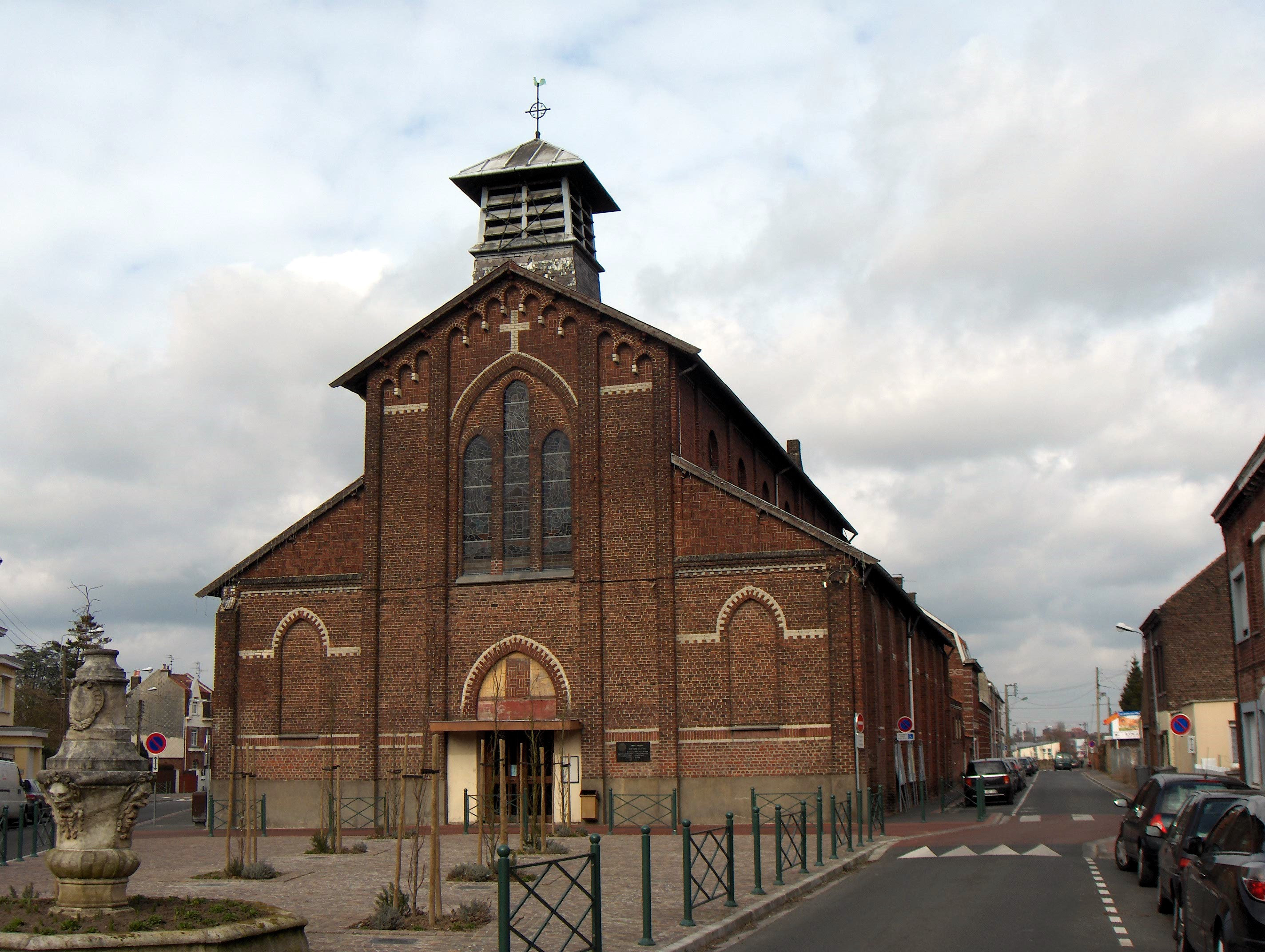
Церковь Святого Климента

1. 1 2  база данных о французских коммунах — Национальный географический институт Франции, 2015.